# Collegium Medicum Uniwersytetu Zielonogórskiego
Collegium Medicum Uniwersytetu Zielonogórskiego powstało 1 października 2019 roku jako jednostka Uniwersytetu Zielonogórskiego. Wcześniej istniała jako Wydział Lekarski i Nauk o Zdrowiu, powstały 1 października 2015 roku w wyniku porozumienia władz uniwersytetu, województwa lubuskiego i środowiska lekarskiego. Collegium jest jednostką interdyscyplinarną. W jego ramach znajdują się jednostki kształcenia przedkliniczne, jak i kształcenia klinicznego. Kształci on studentów na jednym kierunku zaliczanym do nauk medycznych oraz trzech kierunkach zaliczanych do nauk o zdrowiu, na studiach stacjonarnych oraz niestacjonarnych.

## Władze Wydziału
W kadencji 2020–2024:
| Stanowisko                      | Imię i nazwisko              |
| ------------------------------- | ---------------------------- |
| Dziekan                         | dr hab. Agnieszka Ziółkowska |
| Prorektor ds. Collegium Medicum | prof. dr hab. Maciej Zabel   |

## Poczet dziekanów
1. prof. dr hab. Marek Spaczyński (2015–2016)
2. prof. dr hab. Agnieszka Zembroń-Łacny (2016–2019)
3. dr hab. Agnieszka Ziółkowska (od 2019)

## Kierunki kształcenia
Dostępne kierunki:
- Fizjoterapia (studia jednolite magisterskie)[6]
- Kierunek lekarski (studia jednolite magisterskie)
- Pielęgniarstwo (studia I i II stopnia)
- Ratownictwo medyczne (studia I stopnia)
- Położnictwo (studia I stopnia)

## Centrum Symulacji Medycznej
W 2019 roku otwarto Monoprofilowe Centrum Symulacji Medycznej dla pielęgniarstwa Uniwersytetu Zielonogórskiego realizowane w ramach Programu Operacyjnego Wiedza Edukacja Rozwój 2014-2020. Projekt współfinansowany ze środków Unii Europejskiej. Jednostka mieści się przy ulicy Energetyków 2 w Zielonej Górze.
Uczelnia uzyskała 10,2 mln dofinansowania na budowę wieloprofilowego Centrum Symulacji Medycznej. Budowa ma zakończyć się w 2020 roku.

## Struktura organizacyjna

### Instytut Nauk Medycznych
Dyrektor: dr hab. n. med. Tomasz Huzarski, prof. UZ
- Katedra Chirurgii Klatki Piersiowej
- Katedra Chirurgii i Chorób Naczyń
- Katedra Chirurgii i Onkologii
- Katedra Chorób Układu Nerwowego
- Katedra Chorób Wewnętrznych
- Katedra Gastroenterologii i Żywienia
- Katedra Genetyki Klinicznej i Patomorfologii
- Katedra Ginekologii i Położnictwa
- Katedra Hematologii
- Katedra Kardiologii Interwencyjnej i Kardiochirurgii
- Katedra Medycyny Nuklearnej
- Zakład Medycyny Sądowej
- Katedra Medycyny Paliatywnej
- Katedra Nefrologii
- Katedra Okulistyki
- Katedra Ortopedii, Traumatologii i Onkologii Narządu Ruchu
- Katedra Otolaryngologii i Chirurgii Szczękowo-Twarzowej
- Katedra Pediatrii
- Katedra Psychiatrii
- Katedra Radiologii
- Katedra Transplantologii
- Katedra Urologii i Onkologii Urologicznej
- Centrum Chorób Serca i Naczyń

### Instytut Nauk o Zdrowiu
Dyrektor: dr hab. Mariusz Naczk
- Katedra Anatomii i Histologii
- Katedra Anestezjologii, Intensywnej Terapii i Medycyny Ratunkowej
- Katedra Farmakologii i Toksykologii
- Katedra Fizjologii Stosowanej i Klinicznej
- Katedra Higieny i Epidemiologii
- Katedra Humanizacji Medycyny i Seksuologii
- Katedra Immunologii
- Katedra Mikrobiologii i Biologii Molekularnej
- Katedra Patologii i Rehabilitacji Mowy
- Pracownia Podstaw Pielęgniarstwa
- Pracownia Pielęgniarstwa Specjalistycznego

### Pozostałe jednostki
| Jednostka                   | Kierownik                          |
| --------------------------- | ---------------------------------- |
| Centrum Symulacji Medycznej | mgr Agnieszka Żeromska-Michniewicz |
| Szpital Uniwersytecki       | dr Marek Działoszyński             |